# Paul Rae
Paul Rae Stuart (Nova Orleans, 27 de junho de 1968) é um ator americano de cinema e televisão.

## Biografia
Rae, nascido Paul Stuart Rae nasceu em New Orleans, Louisiana, filho de Jean Rushing e do falecido Norman Stuart, e foi criado em Bogalusa, Paróquia de Washington, Louisiana. Ele se formou na Bogalusa High School em 1986.

## Filmografia
- The Open House (2018) - Plumber
- Carter & June (2017) - Comissário Reid IV
- Blood & Oil (2015) - Garry Laframboise (8 episódios)
- Some Kind of Beautiful (2014) - Chad
- Supernatural (2013) - Irv Franklyn (1 episódio)
- Mad Men (2013) - Byron Poole
- Eagle Heart (2013) - Junkyard Steve
- Justified (2013) - Patterson Gaines
- Texas Chainsaw 3D (2013) - Prefeito Burt Hartman[4]
- Santa Paws 2 (2012) - Jeb Gibson
- Femme Fatales (2012) - Guarda (1 episódio)
- Underbelly (2012) - Stuart
- Inside (2012) - Anthony
- Good Luck Charlie (2011) - Mike (1 episódio)
- True Grit (2010) - Emmitt Quincy
- Memphis Beat (2010) - Louis "Red" Jones
- The Kane Files: Life of Trial (2010) - Jeremy
- Fringe (2009) - Donald Long
- Criminal Minds (2009) - Lucas Turner (2 episódios)
- Eleventh Hour (2009) - Leon
- Santa Buddies (2009) - Hank
- Californication (2008) - Zed
- W. (2008) - Kent Hance
- House MD (2008) - Jeff (1 episódio)
- Wake (2008) - Oficial Dobbs
- Snow Buddies (2008) - Phillippe
- The Circuit (2008) - Robyn Cates
- The Last Lullaby (2008) - Ellis
- Daddy Day Camp (2007) - Phil Ryerson
- The Closer (2007) - Rodney Cox (1 episódio)
- South of Pico (2007) - Jerry
- Next (2007) - Foreman
- Moonlight (2007) - Tom (1 episódio)
- Girl Positive (2007) - Treinador  Fulmer
- Malcolm in the Middle (2006) - Trooper (1 episódio)
- The West Wing (2006) - Walter (2 episódios)
- Air Buddies (2006) - Denning
- Coach Carter (2005) - Guarda
- NCIS (2005) - (1 episódio) - Steve Hager
- Desperate Housewives - (2005) - Hector (1 episódio)
- Monk (2005) - (1 episódio) - Sr. Handy
- Such's Life (2004) - Raymond Such
- Las Vegas (2004) - Roy Holden (1 episódio)
- The Division (2004) - (2 episódios) - Craig Larsen
- The Handler (2003) - (1 episódio) - Phil
- Star Trek: Enterprise (2003) - Bartender (1 episódio)
- CSI (2003) - Wesley Jones (1 episódio)
- Sabrina, the Teenage Witch (2003) - Rodie (1 episódio)
- Barney & Friends (2003)